# Momčilo Stojanović
Momčilo Stojanović, detto Mike (in serbo Момчило Стојановић?; Lapovo, 27 gennaio 1947 – Toronto, 18 novembre 2010), è stato un calciatore jugoslavo naturalizzato canadese, di ruolo attaccante.

## Carriera

### Club
Trasferitosi in America, milita principalmente nei Rochester Lancers, squadra con cui conta 115 presenze e 51 reti.
Nel 1983 milita nei canadesi dell'Hamilton Steelers, impegnati nel campionato CPSL, raggiungendo la finale del torneo persa contro gli Edmonton Eagles.

### Nazionale
Conta 14 presenze e 5 gol con la Nazionale canadese.